# 政治倫理の確立のための国会議員の資産等の公開等に関する法律
政治倫理の確立のための国会議員の資産等の公開等に関する法律（せいじりんりのかくりつのためのこっかいぎいんのしさんとうのこうかいとうにかんするほうりつ、平成4年12月16日法律第100号）は、国会議員の資産の状況等を国民の不断の監視と批判の下におくため、国会議員の資産等を公開する措置を講ずること等により、政治倫理の確立を期し、もって民主政治の健全な発達に資することに関する日本の法律である。

## 構成
- 第一条（目的）
- 第二条（資産等報告書等の提出）
- 第三条（所得等報告書の提出）
- 第四条（関連会社等報告書の提出）
- 第五条（資産等報告書等の保存及び閲覧）
- 第六条（細則）
- 第七条（地方公共団体における資産等の公開）

## 資産
第2条では公開すべき資産が規定されている。
- 土地
- 建物の所有を目的とする地上権または土地の賃借権
- 建物
- 定期預金
- 有価証券
- 自動車、船舶、航空機および美術工芸品
- ゴルフ場の利用に関する権利
- 貸付金
- 借入金

所属議院の議長に対し、100日以内に、任期開始日時点の保有資産の報告書を提出しなければならない。

## 所得
第3条では公開すべき前年分の所得が規定されている。
- 前年分の所得について同年分の所得税が課される場合における当該所得に係る次に掲げる金額
（当該金額が100万円を超える場合にあっては、当該金額及びその基因となった事実）
  - 総所得金額及び山林所得金額に係る各種所得の金額
  - 租税特別措置法の規定により、所得税法第22条の規定にかかわらず、他の所得と区分して計算された所得の金額であって両議院の議長が協議して定めるもの
- 前年中において贈与により取得した財産について同年分の贈与税が課される場合における当該財産に係る贈与税の課税価格

所属議院の議長に対し、毎年4月1日から4月30日までの間に所得等報告書を提出しなければならない。

## 問題点
- 国会議員資産公開法では、第2条第5項において保有する有価証券について、国会への報告義務が定められているが、株券の場合は株式の銘柄及び株数のみを報告するため、現実に国会議員が保有している資産の実勢価格と公開された資産価格とは著しく乖離している可能性がある。
- 第6条に基づき両院議長協議により定められた、国会議員の資産等の公開に関する規程第1条において、公開すべき株式は上場企業と資本金1億以上のものとされ、非上場企業等による間接所有は対象外となっている。

- 報告の対象は議員本人だけで、配偶者など「家族名義」は対象外である。また証明書は必要なく、虚偽報告があったとしても罰則規定がない[1]。

## 国会議員資産公開法に基づく議員資産ランキング
| 位 | 公開時     | 議員       | 総資産額     | 出典  |
| -- | ---------- | ---------- | ------------ | ----- |
| 1  | 1993年12月 | 糸山英太郎 | 50億5407万円 | [ 2 ] |
| 2  | 1993年12月 | 笹川堯     | 40億9879万円 | [ 2 ] |
| 3  | 2015年5月  | 鳩山邦夫   | 30億6520万円 | [ 3 ] |
| 4  | 1997年3月  | 中村正三郎 | 26億2251万円 | [ 4 ] |
| 5  | 1993年12月 | 鳩山由紀夫 | 24億7629万円 | [ 2 ] |
| 6  | 1999年1月  | 河本英典   | 23億0901万円 | [ 5 ] |
| 7  | 2014年1月  | 渡辺美樹   | 17億0580万円 | [ 6 ] |
| 8  | 1997年3月  | 加藤卓二   | 16億7555万円 | [ 4 ] |
| 9  | 2000年12月 | 河野洋平   | 15億3329万円 | [ 7 ] |
| 10 | 1993年12月 | 塩川正十郎 | 14億2833万円 | [ 2 ] |